# Zogno
Zogno es una localidad y comune italiana de la provincia de Bérgamo, región de Lombardía, con 9.143 habitantes.

## Evolución demográfica
| Gráfica de evolución demográfica de Zogno entre 1861 y 2001 |
|                                                             |
| Fuente ISTAT - elaboración gráfica de Wikipedia             |